# Bian Zhongyun
Bian Zhongyun, en chinois 卞仲耘 (1916- 5 août 1966), est une éducatrice chinoise considérée comme la première victime des gardes rouges au début de la révolution culturelle en août 1966. Elle a été tuée pendant l'Août rouge. 
Membre du Parti communiste chinois, elle travaillait dans une école accueillant les enfants de l'élite communiste. Victime de séances de lutte, elle succombe à ses blessures.

## Historique
Bian Zhongyun, née en 1916 dans la province de l'Anhui, adhère au Parti communiste chinois en 1941. Mariée à Wang Jingyao, membre de l'académie des sciences sociales,  elle est mère de quatre enfants. 
En juillet 1966, Jiang Qing, la femme de Mao Zedong, fait un discours à l’université de Pékin devant plus de 10 000 manifestants, dans lequel elle fait l’éloge des cas de violence du 18 juin contre « les ennemis de classe » sur le campus de l’université de Pékin. À la suite de cette harangue, la violence se propage. 
Quelques jours avant sa mort, Bian Zhongyun, directrice adjointe du collège pour les filles de l’élite du Parti communiste chinois, rattachée à l'université normale de Pékin, subit une séance de lutte de la part de ses étudiantes ; elle fut battue à de nombreuses reprises. Son mari lui demanda de quitter Pékin, mais elle refusa de fuir, considérant qu’elle y perdrait son honneur. Un groupe de jeunes filles pénétra dans son logement pour le saccager et y placer des dazibaos insultants : « Bian Zhongyun la grognasse ! Sale sorcière ! Sale renarde ! Ne crois pas que tu vas pouvoir te carapater dans ton terrier ! Proviseur largue ta morgue ! Pendant les séances de combat, tu tremblais sous les critiques des lycéennes et des profs révolutionnaires ! Tu ne tenais plus sur tes pattes ! Ta tête et son bonnet d'âne, on les a trempés dans l'eau froide ! On t'a fourré de la boue dans ta sale gueule ! Truie minable ! Va jouer au proviseur dans tes chiottes » ou bien « Salope ! Tiens toi bien ! Sinon on va te dresser. ». 
Après plusieurs jours d'agressions verbales et physiques, le 5 août 1966, Bian Zhongyuan se voit contrainte de s'autocritiquer : « Je suis une capitaliste ! Une contre-révolutionnaire ! Une révisionniste ! Je mérite d'être battue ! De crever ! Qu'on écrase ma tête de chien ! ». Elle est battue à mort par ses élèves, accusée d’être une « contre-révolutionnaire révisionniste ». Bian Zhongyuan fut torturée pendant une journée avant de décéder : « étrons dans la bouche, planches cloutées assénées sur l'ensemble de son corps ». 
Outre ses fonctions éducatives, Bian Zhongyuan assurait des responsabilités politiques au sein du Parti communiste chinois. Après la fin de la révolution culturelle en 1976, Bian Zhongyun est « discrètement réhabilitée ».
Song Binbin, une « princesse rouge, fille de Song Renqiong, l'un des huit immortels du Parti communiste chinois, était une des élèves de cette école pour jeunes filles de l'élite communiste. Deng Rong, fille de Deng Xiaoping, Liu Tingting, fille du président Liu Shaoqi, fréquentaient aussi cette école. Song Binbin a demandé pardon, en 2014, pour ses actes commis pendant la révolution culturelle. Toutefois elle affirme ne pas avoir participé à l'assassinat de Bian Zhongyun mais concède de ne pas s'y être opposée. C'est Song Binbin qui, le 18 août 1966, devant des milliers de jeunes réunis sur la place Tiananmen, remis le brassard de garde rouge au président Mao Zedong.

## Mémoire
Though I am Gone (en) 《我虽死去》 est un documentaire réalisé par Hu Jie.